# Паканди
Паканди (узб. Pakandi / Паканди) — посёлок городского типа, расположенный на территории Чиракчинского района Кашкадарьинской области Республики Узбекистан.
Статус посёлка городского типа с 2009 года.